# 奧利弗·埃克蘭
奧利弗·埃克蘭（英語：Oliver Ackland；1979年11月9日—）是一位澳大利亞演員。他主要出演澳大利亞電影和電視影集。自1998年，他就開始出演電視影集。2012年，埃克兰出演由科林和卡梅隆·凯恩斯执导的喜剧恐怖片《100 Bloody Acres》、理查德·格雷的故事片《盲人》和ABC电视出品的电影《汉森出租车之谜》。

## 外部連結
- Oliver Ackland在互联网电影资料库（IMDb）上的資料（英文）